# 布豐群島
66°40′S 140°1′E / 66.667°S 140.017°E
布豐群島（Buffon Islands），是南極洲的群島，位於阿黛利地，由3座鄰接的島嶼組成，處於佩特雷爾島以東0.2公里，在1951年由法國探險隊繪入地圖，以法國的博物學家布豐命名，現時由南極條約體系管理。